# 香梅乡
香梅乡，是中华人民共和国湖南省郴州市永兴县下辖的一个乡镇级行政单位。

## 行政区划
香梅乡下辖以下地区：
高桥村、白果村、张家洲村、唐屋村、大背村、东冲村、坦泉村、水湄村、小田村、八内村、香梅村、烟塘村和竹司村。